# A nagy trükk
A Nagy trükk (eredeti cím: Shade) 2003-ban bemutatott amerikai neo-noir bűnügyi filmthriller, melynek forgatókönyvírója és rendezője Damian Nieman. A főbb szerepekben Stuart Townsend, Gabriel Byrne, Thandiwe Newton, Jamie Foxx, Melanie Griffith és Sylvester Stallone látható.
2003. június 21-én volt a premierje a CineVegas Nemzetközi Filmfesztiválon.Az Amerikai Egyesült Államokban 2004. május 7-én mutatták be korlátozott számú moziban.

## Cselekmény
A film egy visszaemlékezéssel kezdődik, amelyben a fiatal Dean Stevens pókerezik. A játékot egy rablás szakítja félbe. Lövöldözés alakul ki, amelyet csak Stevens és az egyik támadó él túl.
A nyitó jelenetekben Tiffany és Charlie Miller látható, amint csalással keresnek egy kisebb összeget. Ezután találkoznak Larry Jenningsszel, és megbeszélik a következő pénzkereseti lehetőséget: egy kártyajátékot. Egy másik visszaemlékezésből kiderül, hogy egy bűntársuk, Vernon krupiéként dolgozik egy kaszinóban.
Jennings szerencsejátékon több mint 100 ezer dollárt veszít. Az elvesztett pénz nem az övé, hanem Malini maffiózóé. Nem sokkal később Jenningset megöli Malini két bérgyilkosa, Marlo és Nate.
Charlie Miller, Tiffany és Vernon megbeszélnek egy játékot a legendás pókerező, Dean Stevens ellen kétmillió dollárért. Megérkeznek a Hollywood Roosevelt Hotelbe, ahol felfedezik, Malini is részt vesz a játékban. Stevens három dámával nyer, Malini azt tanácsolja a triónak, maradjanak távol Los Angelestől. Végül kiderül, Vernon összeesküdött Stevensszel és a többi bűntársával, hogy kirabolják Millert és Tiffanyt is.

## Szereplők
| Színész            | Szerep         | Magyar hang       |
| ------------------ | -------------- | ----------------- |
| Stuart Townsend    | Vernon         | Széles László     |
| Gabriel Byrne      | Charlie Miller | Szakácsi Sándor   |
| Thandiwe Newton    | Tiffany        | Györgyi Anna      |
| Sylvester Stallone | Dean Stevens   | Gáti Oszkár       |
| Jamie Foxx         | Larry Jennings | Jakab Csaba       |
| Melanie Griffith   | Eve            | Básti Juli        |
| Michael Dorn       | Jack Thornhill |                   |
| Hal Holbrook       | professzor     | Dobránszky Zoltán |
| Patrick Bauchau    | Max Malini     | Barbinek Péter    |
| Dina Merrill       | Dina           | Bessenyei Emma    |
| Bo Hopkins         | Scarne hadnagy | Konrád Antal      |

## Fogadtatás

### Bevételi adatok
A film mindössze öt hétig volt látható hat moziban, világszerte 458 ezer dollár bevételt hozott.

### Kritikai visszhang
A Rotten Tomatoes weboldalon 67%-os értékelést kapott 15 kritikus véleménye alapján. A Metacritic-en, 5 kritikus 100-ból 40 pontot adott a filmnek, ami "vegyes vagy átlagos értékelést" jelent.

## Fordítás
- Ez a szócikk részben vagy egészben  a   Shade (film) című angol Wikipédia-szócikk fordításán alapul.  Az eredeti cikk szerkesztőit annak laptörténete sorolja fel. Ez a jelzés csupán a megfogalmazás eredetét és a szerzői jogokat jelzi, nem szolgál a cikkben szereplő információk forrásmegjelöléseként.